# 洪綺敏
洪綺敏（英語：Cathy Hung Yee Man，1978年10月30日—），香港新聞工作者、前香港兩家免費電視台新聞主播。

## 背景
洪綺敏畢業於上水惠州公立學校下午校（1990年小六）、香港道教聯合會鄧顯紀念中學（1995年中五）和聖公會陳融中學（1997年中七），香港浸會大學傳理學院廣播新聞系（2000年），2000年加入亞洲電視新聞及資訊部任職記者，專責新聞外景採訪。曾在2004年12月及2006年2月先後轉職到無綫電視新聞及資訊部和香港寬頻電視香港新聞台，再於2006年8月返回亞視新聞，同年10月7日播出的十二點半新聞及下午新聞簡報為她首次擔任主播工作，隨後偶爾亦會兼顧天氣報告環節。
2009年2月9日，洪綺敏開始擔任六點鐘新聞主播，取代調任夜間新聞主播的胡燕泳及黃雅宇。而自2010年3月起，洪綺敏加入《主播天下》，成為主持之一。2012年1月2日正式離開亞視新聞，其後加入2012年香港特別行政區行政長官選舉參選人之一梁振英的陣營當公關，負責接待傳媒，2012年4月12日正式簽約出任候任特首辦的公共關係主任，月薪港幣5萬2千元，8月開始擔任香港中國商會副總幹事，2012年11月轉到麗新集團擔任公關，期間曾多次轉職，2022年2月重返麗新集團。。
洪綺敏除了從事公關工作，同時也擔任電視及電台節目主持，並先後於2021年、2022年及2023年任職於新城電台、香港電台（港台電視31）及Viu TV。
洪綺敏本人對攝影有濃厚興趣，在其網絡相冊可看到其模特造型照。2018年2月2日，她以個人身份參加「百萬富翁2018」，贏得6,000元善款捐予慈善機構，成為首位前亞視記者參與「百萬富翁」節目。

## 外部連結
- 洪綺敏的Blog （页面存档备份，存于）
- 洪綺敏的新浪微博
- 洪綺敏的網絡相冊 （页面存档备份，存于）